# Gabriel Kolko
Gabriel Morris Kolko (17 de agosto de 1932 - 19 de mayo de 2014) fue un historiador estadounidense. Sus intereses de investigación incluyeron el capitalismo estadounidense y la historia política, la Era Progresista y la política exterior de Estados Unidos en el siglo XX. Uno de los historiadores revisionistas más conocidos por escribir sobre la Guerra Fría. También había sido acreditado como "un crítico incisivo de la Era Progresista y su relación con el imperio estadounidense". El historiador estadounidense Paul Buhle resumió la carrera de Kolko cuando lo describió como "un importante teórico de lo que llegó a llamarse progresismo corporativo y un historiador muy importante de  la Guerra de Vietnam y sus variados crímenes".

## Antecedentes y educación
Kolko era de ascendencia judía. Nació en Paterson, Nueva Jersey, hijo de dos profesores: Philip y Lillian (née Zadikow) Kolko. Kolko asistió a la Universidad Estatal de Kent, donde estudió historia económica estadounidense (BA 1954). Luego asistió a la Universidad de Wisconsin donde estudió historia social estadounidense (MS 1955). Recibió su Ph.D. de la Universidad de Harvard en 1962.
Durante estos años, Kolko participó activamente en la Liga de Estudiantes para la Democracia Industrial (SLID). Cuando SLID publicó su primer folleto, Distribución de ingresos en los Estados Unidos, en 1955, Kolko ya había completado una temporada como vicepresidente nacional de la liga. Después de graduarse de Harvard, enseñó en la Universidad de Pensilvania y en la SUNY-Buffalo. En 1970, se unió al departamento de historia de la Universidad de York en Toronto, donde permaneció como profesor emérito de historia hasta su muerte en 2014.

## Carrera
Según el activista contra la guerra Eric Garris, Kolko primero estableció su reputación como historiador escribiendo sobre la "estrecha conexión entre el gobierno y las grandes empresas a lo largo de la Era Progresista y la Guerra Fría [...] pero abrió nuevos caminos con su análisis de la derrota exitosa del libre mercado por parte de la élite corporativa". Al principio de su carrera, comenzando con sus libros El triunfo del conservadurismo y Ferrocarriles y regulación, Kolko utilizó un enfoque revisionista como forma de analizar la historia. Pronto fue considerado un destacado historiador de la Nueva Izquierda, uniéndose a William Appleman Williams y James Weinstein para promover la tesis del llamado "progresismo corporativo" en la historiografía estadounidense.
Esta fue una tesis que cuestionó la "opinión generalizada de que el gobierno regula los negocios, argumentando que, en cambio, los negocios dirigen al gobierno", y Kolko lo usó para analizar cómo se formó la vida social, económica y política de Estados Unidos a partir de la Era Progresista (1900-1920). Pero para Kolko, una política social de "progresismo corporativo" (o lo que Kolko prefería llamar "capitalismo político") dio forma a la agenda principal de todo lo que iba a seguir después en la sociedad estadounidense, desde el New Deal (década de 1930) hasta la era posterior a la Segunda Guerra Mundial, la Guerra Fría (1947-1962), y en adelante. El argumento de Kolko de que la política pública estaba determinada por el "control corporativo de la agenda progesista" (en lugar del control progresista de la agenda corporativa), revisó la antigua historiografía de la Era Progresista de los "intereses" "contra" el "pueblo", que ahora iba a ser reinterpretado como una "colaboración" de "intereses" y "personas". Así también, con esta versión revisada de la historia estadounidense reciente, llegó el reconocimiento tácito de que esto cumplía con el objetivo tácito, pero deliberado, de la comunidad empresarial de estabilizar la competencia en el "mercado libre".
Esta fue una idea resumida por el periodista y columnista de Internet Charles Burris cuando argumentó que:
Más que "el pueblo" detrás de estas "reformas progresistas", fueron los propios intereses empresariales de la élite los responsables, en un intento de cartelizar, centralizar y controlar lo que era imposible debido a la dinámica de una economía competitiva y descentralizada. En retrospectiva, Kolko resumió esta fase de su carrera cuando escribió que:
"Como he argumentado en otra parte, el "progresismo" estadounidense fue parte de un gran esfuerzo comercial para lograr la protección de la imprevisibilidad de demasiada competencia, [ver mi libro El triunfo del conservadurismo: una reinterpretación de la historia estadounidense, 1900-1916 , Nueva York, 1962].
Kolko argumentó que las grandes empresas recurrieron al gobierno en busca de apoyo debido a su ineficiencia e incapacidad para evitar que la economía vire entre el auge y la caída, lo que despertó temores de que el descontento concomitante entre el público en general conduciría a la imposición popular de restricciones a los negocios. Su aceptación del gobierno condujo a su entrelazamiento, y las empresas se convirtieron en el hilo dominante.

### Historiador de la Era Progresista
Muchos observadores se hacen eco de la tesis de Kolko de que los empresarios favorecían la regulación gubernamental porque temían la competencia y deseaban forjar una coalición entre el gobierno y las empresas.
Kolko, en particular, abrió nuevos caminos con su historia crítica de la Era Progresista. Sugirió que la libre empresa y la competencia eran vibrantes y se expandían durante las dos primeras décadas del siglo XX; a partir de entonces, sin embargo, "la élite corporativa, la House of Morgan, por ejemplo, recurrió a la intervención del gobierno cuando se dio cuenta en el siglo XIX de que la competencia era demasiado ingobernable para garantizar cuota de mercado ". Este comportamiento se conoce como corporativismo, pero Kolko lo denominó "capitalismo político", "la fusión de las estructuras económicas y políticas en nombre de los mayores intereses del capitalismo". Muchos observadores se hacen eco de la tesis de Kolko de que "los empresarios favorecían la regulación gubernamental porque temían la competencia y deseaban forjar una coalición entre el gobierno y las empresas". El ex profesor de Harvard Paul H. Weaver descubrió el mismo comportamiento ineficiente y burocrático de las corporaciones durante su paso por Ford Motor Corporation. El economista de libre mercado Murray Rothbard pensó muy bien en el trabajo de Kolko sobre la historia de las relaciones entre las grandes empresas y el gobierno. Como lo expresó un perfil, publicado en The American Conservative:
Para Gabriel Kolko, el enemigo siempre ha sido lo que el sociólogo Max Weber llamó "capitalismo político", es decir, "la acumulación de capital privado y fortunas a través del botín relacionado con la política". A los ojos de Kolko, "la capacidad y la disposición de Estados Unidos para intervenir prácticamente en cualquier lugar" representan un grave peligro tanto para Estados Unidos como para el mundo. Kolko se ha propuesto como misión estudiar las raíces históricas de cómo surgió esta propensión a la intervención. También fue uno de los primeros historiadores en abordar el estado regulatorio de manera seria. La obra emblemática de Kolko, El triunfo del conservadurismo, es un intento de vincular las políticas de la Era Progresista de Theodore Roosevelt con el estado de seguridad nacional dejado tras la estela de su primo  Franklin en la presidencia.
La acusación de Kolko de lo que él llama "conservadurismo" no está dirigida a los Agrarismos del Sur de Richard Weaver o la vieja derecha de Albert Jay Nock. De hecho, la tesis de Kolko —que el gran gobierno y las grandes empresas se confabularon constantemente para regular la desaparición de los pequeños artesanos y agricultores estadounidenses— tiene mucho en común con las críticas libertarias y tradicionalistas del estado corporativista. El "progresismo nacional" que ataca Kolko era, en sus propias palabras, "la defensa de las empresas frente al fermento democrático que nacía en los estados". Al llegar a la mayoría de edad en los años 50 y 60, Kolko vio de primera mano la destrucción de las "cosas permanentes" como resultado de la fusión de Washington D. C. y Wall Street. Un sentido de lugar y arraigo persiste justo debajo de la superficie de su trabajo.

### Historiador de las relaciones exteriores de EE. UU. y la guerra de Vietnam
Habiendo publicado sobre la escena interna de los EE. UU., Kolko luego se centró en asuntos internacionales, comenzando en 1968 con "La política de la guerra", "la más completa y extensa de las opiniones revisionistas de la política exterior estadounidense durante la Segunda Guerra Mundial". El siguiente fue The Roots of American Foreign Policy (1969), un libro que, según Richard H. Immerman, "se convirtió en lectura obligada para una generación de historiadores diplomáticos". En este trabajo, Kolko sostuvo que el fracaso estadounidense en ganar la guerra de Vietnam demostró la inaplicabilidad de la política estadounidense de contención. The Limits of Power (1972), en coautoría con su esposa, Joyce, analizó la política exterior estadounidense en los años cruciales de la posguerra, cuando el poder estadounidense estaba en su apogeo. "Límites" se describe en "La historia de Cambridge de la Guerra Fría" (2010), como uno de los análisis más importantes de la política estadounidense y los orígenes de la Guerra Fría". "Incluso entre los eruditos de mentalidad más tradicional", señaló un historiador poco comprensivo, "los Kolkos han sido acreditados con una perspicacia considerable y elogiados por la amplitud de su investigación". El architradicionalista John Lewis Gaddis, por ejemplo, reconoció que Los límites del poder era "un libro importante".
Kolko luego pasó a la guerra de su país en Vietnam, una conflagración por la que él y Joyce estaban profundamente preocupados en casa y en el extranjero; la pareja estaba en Huế cuando las fuerzas norvietnamitas entraron en Saigón y se les concedió el privilegio de anunciar el evento en la radio local. Kolko publicaría dos libros sobre la guerra de Vietnam y sus consecuencias. Anatomía de una guerra (1985) analizó la guerra en sí, su prólogo y sus efectos. Anatomía colocaría a su autor junto a gente como George Kahin como uno de los principales escritores de la escuela posrevisionista o de síntesis. Este grupo de historiadores sugirió, entre otras cosas, que la escuela revisionista se equivocó al especular que Estados Unidos podría haber ganado la guerra. En Anatomía, Kolko se convirtió en "el primer historiador estadounidense en establecer una distinción entre Diệm y Thiệu, por un lado, y la población de Saigón medio por el otro. Incluso podría decirse que fue el primero en insistir en que había tal medio y en intentar un estudio sistemático de sus habitantes". Con respecto a la guerra de su nación en Vietnam, Kolko escribió que Estados Unidos en Vietnam desató la mayor avalancha de poder de fuego contra una nación conocida en la historia. Un crítico simpatizante señala que el trabajo de Kolko sobre Vietnam ha sido relegado a los márgenes de la literatura sobre la guerra de Vietnam, donde Hunt justifica esta evaluación y también escribe que, poco después de su aparición, sostuve que "Anatomy of a War" era el mejor libro sobre el tema". "Vietnam: Anatomía de una paz" (1997) echa una mirada retrospectiva a los acontecimientos en Vietnam después de la guerra y cómo los comunistas vietnamitas gobernaron el país. La evaluación de Kolko de sus esfuerzos fue algo menos que positiva.
Kolko no estuvo exento de críticos. Gaddis Smith lo describió una vez, junto con Williams, como "a la vanguardia de los eruditos revisionistas" y, sin embargo, "esencialmente panfletistas". Otros dijeron que sus simpatías políticas de izquierda tuvieron un efecto "distorsionador" en su trabajo.

## Puntos de vista políticos
Kolko era un izquierdista autodeclarado y un anticapitalista. No obstante, los relatos históricos revisionistas de Kolko ganaron el favor de varios capitalistas libertarios (libertarismo en los Estados Unidos) de los Estados Unidos, a menudo para disgusto de Kolko, quien, al menos hasta 1973, trató activamente de distanciarse de las conexiones. a esa corriente particular de pensamiento libertario tal como se desarrolló en los Estados Unidos.
Con respecto al socialismo, Kolko escribió en "Después del socialismo" (2006) que, tanto como teoría como movimiento, está "esencialmente muerto", tanto su análisis como su práctica han sido fracasos, y "simplemente heredó la mayor parte del siglo XIX". miopía, sumándose a las ilusiones del pensamiento social". Sostuvo, sin embargo, que el capitalismo no es una base racional ni estable para una sociedad pacífica: "Dada su práctica y sus consecuencias, la oposición a lo que vagamente se denomina capitalismo, el statu quo en todas sus dimensiones, está mucho más justificada hoy que nunca. Precisamente por esto, una alternativa más duradera y efectiva al capitalismo es aún más esencial”.
Kolko fue descrito como uno de esos historiadores que "sacan de los tortuosos pasillos de la historia las razones por las que la humanidad se comporta de cierta manera, por lo general imprudente". Como ha argumentado el sociólogo Frank Furedi: "[Kolko] la política exterior, como su condena de la crudeza de la retórica maoísta, son un testimonio de su integridad intelectual y política". El historiador David S. Painter escribió de manera similar que "si bien es muy crítico con los movimientos y regímenes marxistas y comunistas, Kolko también cuenta entre los costos humanos, sociales y económicos del capitalismo la propensión repetida de los estados capitalistas para ir a la guerra". Kolko era un fuerte partidario de Vietnam del Norte, pero se opuso al Lenin y al Stalin y fue mordazmente desdeñoso de Mao Zedong y su pensamiento.
Kolko consideró el resultado de la creación de Israel como "abismal". En su opinión, el sionismo produjo "una Esparta que traumatizó una región ya artificialmente dividida", "un pequeño estado con un espíritu militar que impregna todos los aspectos de su cultura, su política y, sobre todo, su respuesta a la existencia de los árabes en medio de ella y en sus fronteras". En general, su conclusión fue que "simplemente no hay razón racional" que justifique la creación de Israel.
"Estados Unidos nunca ha sido capaz de traducir su superioridad armada en éxito político, y ese fracaso decisivo es inherente a todo lo que intenta", remarcó Kolko en el contexto de la guerra de Irak. Predijo que "el regionalismo y las luchas étnicas internas de Irak producirán años de inestabilidad". De manera similar para Afganistán: "Al igual que en Vietnam, Estados Unidos ganará batallas, pero no tiene una estrategia para ganar esta guerra".

## Vida personal

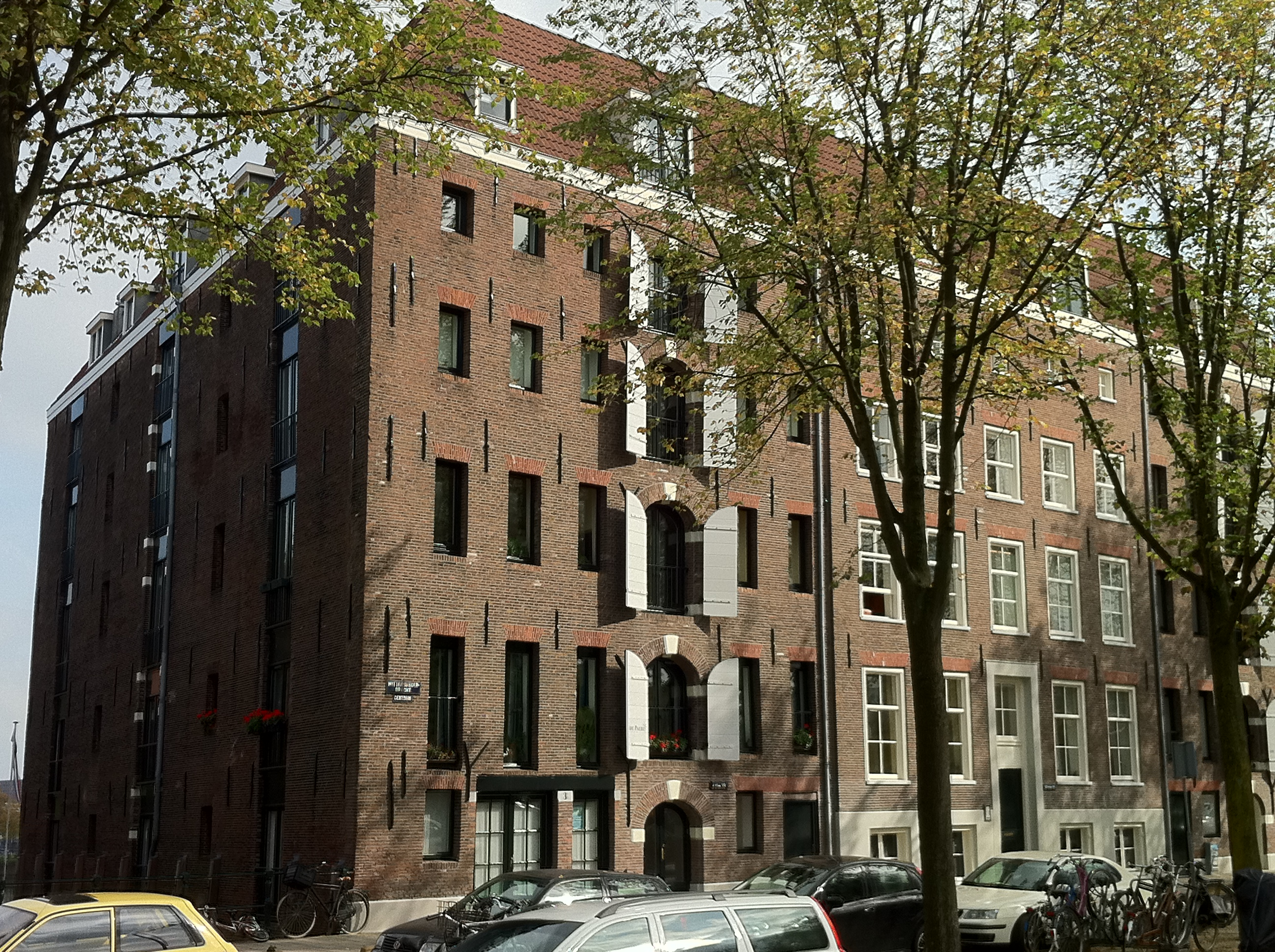
Almacén donde vivió Kolko

Kolko se casó con Joyce Manning en 1955, y la pareja permaneció junta hasta su muerte en 2012. Había sido colaboradora en sus escritos, como Los límites del poder. Al jubilarse, Kolko emigró a Ámsterdam, donde tenía una casa y continuó trabajando en sus evaluaciones históricas de la guerra moderna, particularmente la guerra de Vietnam. Fue colaborador habitual del boletín político CounterPunch durante los últimos 15 años de su vida. Estaba interesado en micología y fanático de Giovanni Girolamo Kapsberger.
Kolko murió a los 81 años en su casa de Ámsterdam en Oostelijke Eilanden el 19 de mayo de 2014. Sufría de un trastorno neurológico degenerativo. y eligió la eutanasia, permitida bajo la ley holandesa. Dejó una cantidad considerable de dinero a la Netherlands Bach Society.

## Publicaciones Seleccionadas
- World in Crisis: the End of the American Century. London: Pluto Press. 2009.
- After Socialism: Reconstructing Critical Social Thought. Abingdon: Routledge. 2006.
- The Age of War: The United States Confronts the World. Boulder, CO: Lynne Rienner Publishers. 2006.
- Another Century of War?. New York, NY: The New Press. 2002.
- Vietnam: Anatomy of a Peace. London and New York, NY: Routledge. 1997.
- Century of War: Politics, Conflicts, and Society since 1914. New York, NY: The New Press. 1994.
- Confronting the Third World: United States Foreign Policy, 1945–1980. New York, NY: Pantheon Books. 1988.
- Anatomy of a War: Vietnam, the United States, and the Modern Historical Experience (rep. with new afterword edición). New York, NY: The New Press. 1994 [1985].
- Main Currents in Modern American History. New York, NY: Harper & Row. 1976.
- ; Joyce Kolko (1972). The Limits of Power: The World and United States Foreign Policy, 1945–1954. New York, NY: Harper & Row.
- ; Richard Falk; Robert Jay Lifton, eds. (1971). Crimes of War: A Legal, Political-Documentary, and Psychological Inquiry into the Responsibility of Leaders, Citizens, and Soldiers for Criminal Acts in Wars. New York, NY: Random House. ISBN 9780394414157.
- The Roots of American Foreign Policy: An Analysis of Power and Purpose. Boston, MA: Beacon Press. 1969.
- The Politics of War: The World and United States Foreign Policy, 1943–1945 (rep. with new afterword edición). New York, NY: Random House. 1990 [1968]. ISBN 9780679727576.
- Railroads and Regulation, 1877–1916. Princeton, NJ: Princeton University Press. 1965. Based on his PhD dissertation.
- The Triumph of Conservatism: A Reinterpretation of American History, 1900-1916. New York, NY: The Free Press. 1963.
- Wealth and Power in America: An Analysis of Social Class and Income Distribution. New York, NY: Praeger. 1962.
- Distribution of Income in the United States. New York, NY: Student League for Industrial Democracy. 1955.

## Otras lecturas

### General
- Divine, Robert, "Historiography: Vietnam Reconsidered" in Walter Capps, ed., The Vietnam Reader (New York, NY: Routledge, 1990).
- US Government 'White Paper' (February 1965)

### Sobre el autor (reseñas de libros)
- American Historical Review, April 1997, review of Century of War: Politics, Conflicts, and Society since 1914, p. 430.
- Bulletin of the Atomic Scientists, March 1990, review of Confronting the Third World, p. 42–43.
- Canadian Forum, May 1969.
- Canadian Historical Review, June 1991, review of Confronting the Third World, p. 229.
- Commonweal, 20 de febrero de 1970.
- Contemporary Southeast Asia, April 1999, Ramses Amer, review of Vietnam: Anatomy of a Peace, p. 146.
- Educational Studies, fall, 1995, review of Wealth and Power in America, p. 185.
- Guardian (London), 29 de mayo de 1997, John Pilger, "Victims of Victory, " review of Vietnam, p. 10.
- Journal of Contemporary Asia, May 1998, Renato Constantino and Alec Gordon, review of Vietnam, pp. 254, 256.
- Kirkus Reviews, 15 de julio de 2002, review of Another Century of War?, p. 1012.
- Nation, 6 de octubre de 1969; 12 de abril de 1986, Saul Landau, review of Anatomy of a War: Vietnam, the United States, and the Modern Historical Experience, p. 530; 3 de noviembre de 1997, Nhu T. Le, review of Vietnam, p. 30.
- New Republic, 24 de abril de 1971.
- New York Times Book Review, 13 de abril de 1969; 27 de febrero de 1972.
- Political Science Quarterly, winter, 1995, Charles Tilly, review of Century of War, p. 637.
- Progressive, March 1989, review of Confronting the Third World, p. 45; February 1995, Michael Uhl, review of Anatomy of a War, p. 40.
- Publishers Weekly, 5 de agosto de 2002, "September 11: Recollections and Reflections (Books about World Trade Center, Pentagon attacks), " review of Another Century of War?, p. 63.
- Review of Politics, winter, 1996, review of Century of War, p. 199.
- Science and Society, fall, 1991, review of The Politics of War, p. 379.
- Times Literary Supplement, 11 de septiembre de 1969.